# Pârteștii de Jos
Pârteștii de Jos è un comune della Romania di 2 967 abitanti, ubicato nel distretto di Suceava, nella regione storica della Bucovina. 
Il comune è formato dall'unione di quattro villaggi: Deleni, Pârteștii de Jos, Varvata, Vârfu Dealului.